# Anderssons älskarinna
Anderssons älskarinna är en dramaserie för SVT i sex entimmarsavsnitt, inspelad år 2000 i regi och med manus av Björn Runge. 
Den utspelar sig till en början i Göteborg och därefter i "Lysehamn", en liten ort i Bohuslän. Över 50 skådespelare medverkar och närmare 1500 statister. Jakob Eklund spelar huvudrollen som Lars Andersson. I övriga roller ses bland andra Ingvar Hirdwall som hans far Erik, Lena Brogren som hans mor Solveig, Ebba Forsberg som "älskarinnan" Marie, Krister Henriksson som älskarinnans rullstolsburne make Einar, Örjan Landström som vännen Bosse, Tova Magnusson-Norling, Per Oscarsson och Viveka Seldahl. För originalmusiken svarar Ulf Dageby. Återkommande ledmotiv är It's A Man's, Man's, Man's World med James Brown.
Anderssons älskarinna sändes i SVT i början av 2001.

## Källhänvisningar
1. ↑  Svensk Filmdatabas, Svenska Filminstitutet, Svensk filmdatabas film-ID: 45255.[källa från Wikidata]
2. ↑  Öppet arkiv, läs online.[källa från Wikidata]